# 209
Năm 209 là một năm trong lịch Julius. 

## Sự kiện
- Trận Xích Bích